# Нижнее Долманово
Нижнее Долманово — пресноводное озеро на территории городского поселения Зеленоборского Кандалакшского района Мурманской области.

## Общие сведения
Площадь озера — 1,1 км². Располагается на высоте ниже 41 метров над уровнем моря.
Форма озера лопастная, продолговатая: оно более чем на два километра вытянуто с юго-запада на северо-восток. Берега изрезанные, каменисто-песчаные, местами заболоченные.
Через озеро течёт река Долманово, несущая воды озёр Верхнего Долманова, Среднего Долманова и Серголамбины и впадающая в Сенное озеро. Через Сенное озеро протекает река Каменная, впадающая в Ковдозеро. Через последнее протекает река Ковда, впадающая, в свою очередь, в Белое море.
В озере расположено не менее шести безымянных островов различной площади, рассредоточенных по всей площади водоёма, однако их количество может варьироваться в зависимости от уровня воды.
К юго-западу от озера проходит автозимник.
Населённые пункты вблизи водоёма отсутствуют.
Код объекта в государственном водном реестре — 02020000611102000001488.